# Suhi Dol, Srbija
Suhi Dol (izvirno srbsko Сухи Дол) je naselje v Srbiji, ki upravno spada pod Občino Surdulica; slednja pa je del Pčinjskega upravnega okraja.

## Demografija
V naselju živi 69 polnoletnih prebivalcev, pri čemer je njihova povprečna starost 63,6 let (59,7 pri moških in 66,4 pri ženskah). Naselje ima 41 gospodinjstev, pri čemer je povprečno število članov na gospodinjstvo 1,68.
Prebivalstvo je večinoma nehomogeno.
|  |

| Demografija | Demografija     | Demografija     |
| Leto        | Št. prebivalcev | Št. prebivalcev |
| ----------- | --------------- | --------------- |
|             |                 |                 |
|             |                 |                 |
|             |                 |                 |
|             |                 |                 |
| 1948        | 445             |                 |
| 1953        | 426             |                 |
| 1961        | 331             |                 |
| 1971        | 281             |                 |
| 1981        | 174             |                 |
| 1991        | 96              | 96              |
| 2002        | 70              | 69              |
|             |                 |                 |

| Etnična sestava po popisu iz leta 2002 | Etnična sestava po popisu iz leta 2002 | Etnična sestava po popisu iz leta 2002 | Etnična sestava po popisu iz leta 2002 | Etnična sestava po popisu iz leta 2002 |
| -------------------------------------- | -------------------------------------- | -------------------------------------- | -------------------------------------- | -------------------------------------- |
| Bolgari                                | Bolgari                                |                                        | 38                                     | 55,07%                                 |
| Jugoslovani                            | Jugoslovani                            |                                        | 29                                     | 42,02%                                 |
| Srbi                                   | Srbi                                   |                                        | 2                                      | 2,89%                                  |
| Neznano                                | Neznano                                |                                        | 0                                      | 0,0%                                   |